# Microtragus luctuosus
Microtragus luctuosus là một loài bọ cánh cứng trong họ Cerambycidae.